# Winchellatia
Winchellatia is een geslacht van uitgestorven kreeftachtigen uit de klasse van de Ostracoda (mosselkreeftjes).

## Soorten
- Winchellatia berdanae Copeland, 1989 †
- Winchellatia bulbata Pribyl, 1979 †
- Winchellatia ceratopea Cornell & Swain, 1987 †
- Winchellatia cornuta Harris, 1957 †
- Winchellatia fragilis Mcclellan, 1973 †
- Winchellatia lansingensis Kay, 1940 †
- Winchellatia longispina Kay, 1940 †
- Winchellatia magna Copeland, 1965 †
- Winchellatia minnesotensis Kay, 1940 †
- Winchellatia nahanniensis Copeland, 1982 †
- Winchellatia nasuta Levinson, 1961 †
- Winchellatia parva Copeland, 1965 †
- Winchellatia pustulosa Copeland, 1993 †